# سگوویا (انتیوکیا)
سگوویا (انتیوکیا) (به اسپانیایی: Segovia, Antioquia) یک سکونتگاه مسکونی در کلمبیا است که در Andean Region واقع شده‌است.